# Enrico Platé
Enrico Platé (né le 28 janvier 1909 à Milan et mort accidentellement le 2 février 1954 à Buenos Aires) est un ancien pilote de course automobile italien.

## Biographie
Enrico Platé courut principalement sur circuit durant l'entre-deux-guerres. À la fin des années 1940, il crée sa propre écurie de course, la Scuderia Platé, engageant des Maserati. Lors du Grand Prix de Buenos Aires disputé le 31 janvier 1954, il fut renversé devant les stands par la Maserati de Jorge Daponte et succomba à ses blessures deux jours plus tard.